# Православие на Гавайях
Православие на Гавайских островах — православное христианство в штате Гавайи, США. 
Продолжается с начала XIX века, когда на Гавайские острова прибыли первые православные миссионеры, имеется несколько храмов где проводятся службы.

## История
В конце XVIII века, во время путешествия из русской Америки, российский торговый корабль остановился на Гавайских островах. Русский православный священник, не желая праздновать Пасху на море, высадился на берег и сделал временный алтарь.

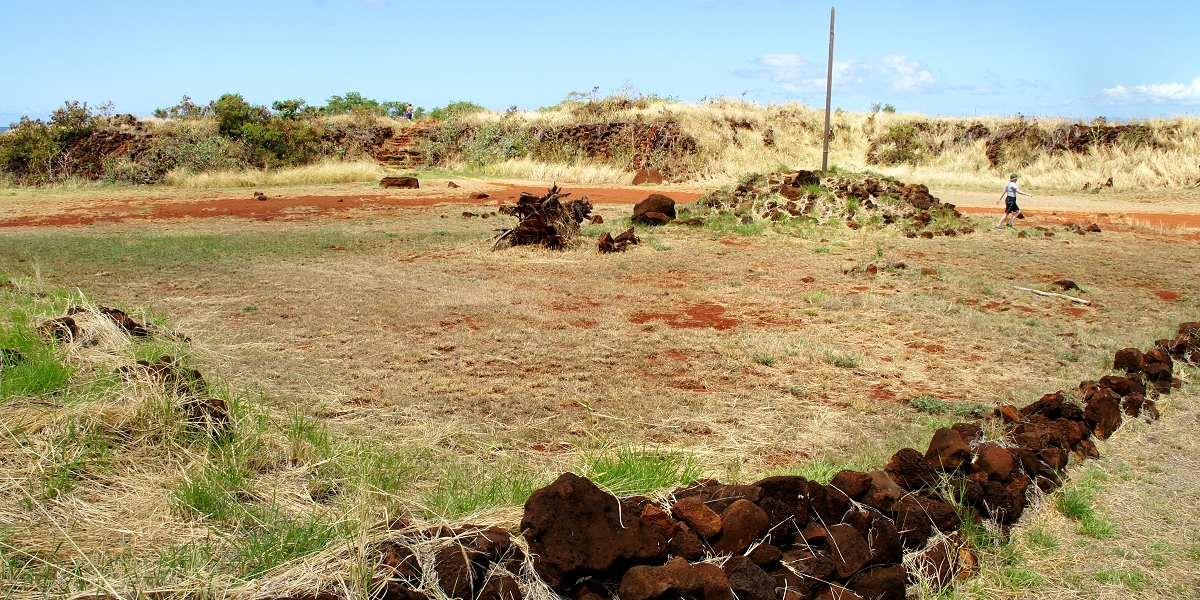
Место где была первая Православная Церковь

В 1815 году на острове Кауаи была построена первая Русская Православная Церковь в Крепости Елизаветы. В 1816 году крепость была оставлена, храм перестал работать. Сейчас на этом месте охраняемый исторический парк — Елизаветинская крепость (Гавайи).
В середине XIX века митрополит Иннокентий сделал краткую остановку на Гавайях во время своего путешествия из Азии в Америку.
В 1882 году Королевство Гавайи направило дипломатическую делегацию в Санкт-Петербург на церемонию коронации царя Александра III. Доклады гавайского специального посланника при русском дворе и описание русской православной службы были опубликованы в газете на гавайском языке.
Два года спустя император Александр III наградил короля Калакауа орденом святого Александра Невского и наладил постоянное российское Дипломатическое представительство на Гавайях. Была построена маленькая православная часовня.
200 переселенцев из бывшей Русской Америки приехали на некоторое время рабочими на гавайские сахарные плантации. Владельцами плантаций были в основном потомки американских миссионеров.
В 1893 году королева Лилиуокалани была свергнута, а в 1898 году Гавайи были аннексированы Соединёнными Штатами Америки. В начале XX века российский посол был отозван, посольство переехало в маленький офис, а православная церковь была закрыта.
27 ноября (10 декабря) 1910 года на Гавайях был отмечен православный церковный праздник, и Василий Пасдерин организовал богослужение.
В 1915 году от имени русской православной общины на Гавайях епископ Генри Б. Рэстрик направил официальный запрос в Святейший правительствующий синод в Санкт-Петербурге. По благословению архиепископа Евдокима (Мещерского) с Алеутских островов были организованы постоянные богослужения на Гавайях.

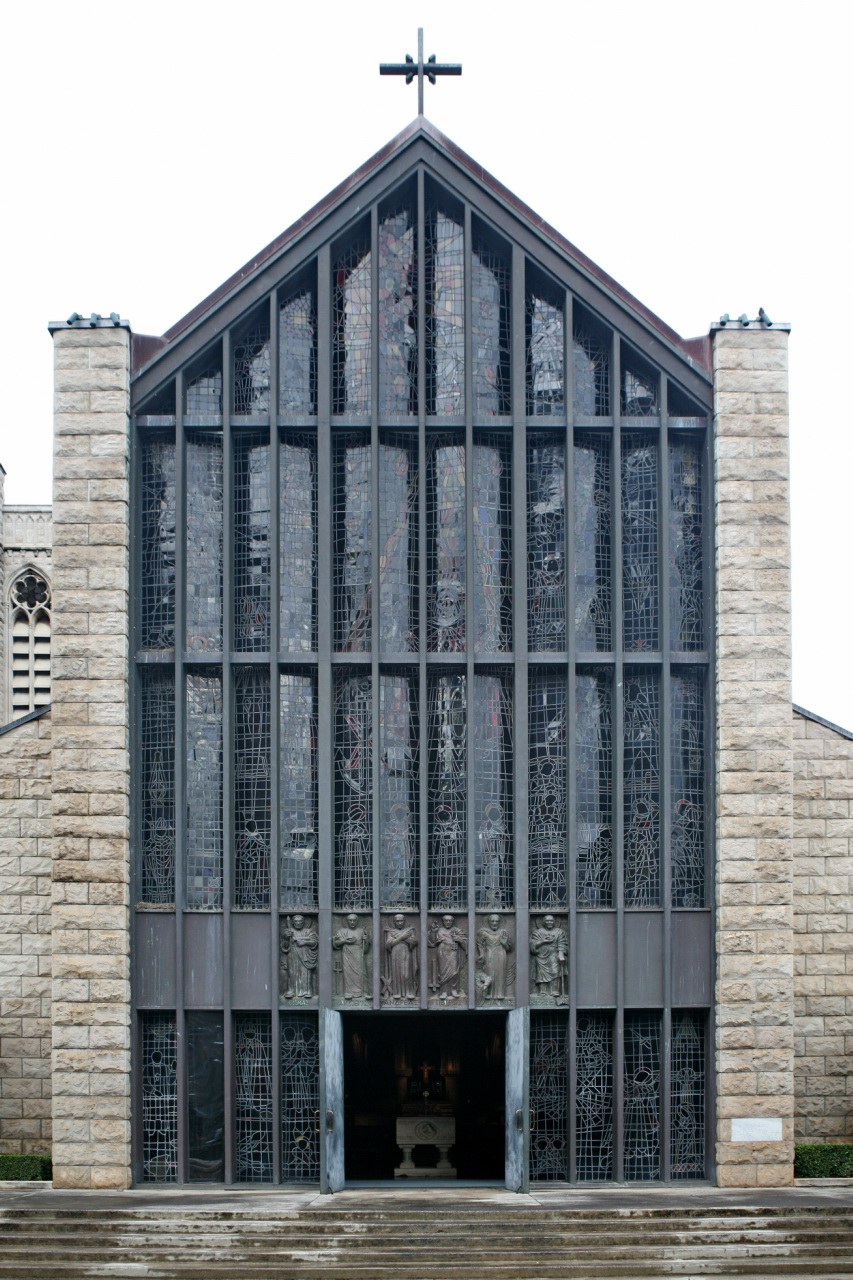
Собор Святого Андрея (Гонолулу)

На Рождество 25 декабря 1916 (7 января 1917), протоиерей Иаков Корчинский отслужил литургию в Соборе Святого Андрея в Гонолулу.
В последующие годы Русская Православная Церковь направила священников на Гавайи, став частью Русской Православной Церкви заграницей (РПЦЗ). Архимандрит Иннокентий Дронов, из города Хило служил для всех Гавайских островов в 1930-1940-х годах. У него были последователи из японских православных христиан.

## Православные церкви на Гавайях
До 1960-х годов, русская православная церковь была единственной для православных на Гавайях. Затем появились: греческая, сербская и Православная церковь в Америке. В один момент было пять различных православных юрисдикций на Гавайских островах. Они общаются друг с другом и имеют дружеские отношения (См. Постоянная конференция канонических православных епископов Америки).
В конце 1990-х годов, пастырь Русской Православной общины отец Анатолий Левин был рукоположен для служения православным верующим на Гавайях. Постоянной структуры нет, но есть планы по строительству первой русской православной церкви в Гонолулу.
В 1990-е годы греческая Православная миссия была создана на острове Мауи. Сербская община создала сербскую миссию, но в позднее оставшиеся члены примкнули к местной русской и греческой церквям.
В начале 2004 года, новая православная община православной церкви в Америке (ПЦА) была создана в Каилуа-Кона.
Коптская Православная Церковь была создана в Гонолулу в 1986 году.

## Список литературы
1. ↑  Colonel Curtis Piʻehu Iʻaukea, Secretary of Foreign Affairs for the Kingdom of Hawaiʻi
2. ↑  Holy Ascension Orthodox Church. Дата обращения: 29 марта 2018. Архивировано 28 мая 2018 года.